# Timo Gottschalk
Timo Gottschalk est un copilote allemand de rallye automobile né le 28 août 1974 à Neuruppin.

## Palmarès

### Rallye Dakar
en catégorie Auto
- 2024: pilote : Yazeed Al-Rajhi - Ab7
- 2022: pilote : Jakub Przygoński - 6e
- 2021: pilote : Jakub Przygoński - 4e
- 2020: pilote : Jakub Przygoński - 16e
- 2019: pilote : Yazeed Al-Rajhi - 7e
- 2018: pilote : Yazeed Al-Rajhi - Ab8
- 2017: pilote : Yazeed Al-Rajhi - 27e
- 2016: pilote : Yazeed Al-Rajhi - 11e
- 2015: pilote : Yazeed Al-Rajhi - Ab11
- 2014: pilote : Carlos Sainz - 4e et 7e étapes - Ab10
- 2013: pilote : Carlos Sainz - 1re étape - Ab6
- 2011: pilote : Nasser Al-Attiyah - Vainqueur
- 2010: pilote : Nasser Al-Attiyah - 2e
- 2009: pilote : Dieter Depping - 6e

en catégorie Camion
- 2007: pilote : Dieter Depping - 26e

### Rallye-raid
- Rallye des Pharaons 2014: pilote : Yazeed Al-Rajhi - Vainqueur
- Rallye de la Route de la Soie 2010: pilote : Yazeed Al-Rajhi - 2e
- Rallye d'Europe centrale (2008): pilote : Dieter Depping - 3e